# Гвинейска пискуна
Гвинейската пискуна (Arthroleptis nimbaensis) е вид земноводно от семейство Arthroleptidae.

## Разпространение
Видът е разпространен в Гвинея.